# 오아사정 (도쿠시마현)
오아사정(大麻町)은 도쿠시마현 이타노군에 설치되었던 정이다. 현재의 나루토시에 해당한다.